# トポス (詩学)
トポス（topos）は、詩学・文学において特定の連想ないし情念を喚起する機能をもつテーマや概念、定型的表現をいう。ギリシア語で「場所」を意味する τόπος (topos) に由来する。日本文学における枕詞も一種のトポスである。
元はアリストテレスの『トピカ』における「定石」を意味する修辞学用語であり、前提から結論に至る過程において参照される付帯性・定義・類などを指すものであった。
1948年、E・R・クルティウスが『ヨーロッパ文学とラテン中世』で、文学上の定型表現という意味での「トポス」を広めた。